# Trinidad e Tobago nos Jogos Paralímpicos
Trinidad e Tobago participou pela primeira vez dos Jogos Paralímpicos em 1984. Por outro lado, o país nunca participou de uma edição dos Jogos Paralímpicos de Inverno.